# Peter Milling
Peter Milling (* 7. Oktober 1944 in Cottbus) studierte von 1965 bis 1970 an der Universität Mannheim Betriebswirtschaftslehre, promovierte dort 1972 und habilitierte sich 1979. Von 1981 bis 1991 war er Professor für Betriebswirtschaftslehre in Osnabrück und war bis zu seiner Emeritierung Professor für Allgemeine Betriebswirtschaftslehre und Industrie an der Universität Mannheim. Von 1998 bis 2005 war er dort zudem Direktor des Instituts für Mittelstandsforschung.
Milling wirkte 1972 an der Studie Die Grenzen des Wachstums mit, ist Mitglied des Club of Rome und Vorstand der Deutschen Gesellschaft Club of Rome e.V.